# Lijst van voetbalinterlands Aruba - Cuba (vrouwen)
Deze lijst van voetbalinterlands is een overzicht van alle officiële voetbalinterlands tussen de nationale vrouwenteams van Aruba en Cuba. De landen hebben tot nu toe twee keer tegen elkaar gespeeld.

## Wedstrijden
| № | Plaats        | Datum        | Competitie                                | Wedstrijd    | Uitslag |
| - | ------------- | ------------ | ----------------------------------------- | ------------ | ------- |
| 1 | Oranjestad    | 30 juni 2011 | Olympische Spelen 2012 kwalificatie       | Aruba − Cuba | 0 − 6   |
| 2 | San Cristóbal | 7 mei 2018   | CONCACAF W Championship 2018 kwalificatie | Cuba − Aruba | 11 − 0  |

## Samenvatting
| Competitie                           | Totaal gespeeld | Winst Aruba | Gelijk | Winst Cuba | Doelsaldo Aruba – Cuba |
| ------------------------------------ | --------------- | ----------- | ------ | ---------- | ---------------------- |
| Olympische Spelen kwalificatie       | 1               | 0           | 0      | 1          | 0 − 6                  |
| CONCACAF W Championship kwalificatie | 1               | 0           | 0      | 1          | 0 − 11                 |
| Totaal                               | 2               | 0           | 0      | 2          | 0 − 17                 |